# 코드명 J
《코드명 J》(영어: Johnny Mnemonic)는 캐나다와 미국에서 제작된 로버트 롱고 감독의 1995년 사이버펑크 액션 영화이다. 키아누 리브스 등이 출연하였고, 돈 카모디 등이 제작에 참여하였다. 영화가 공개된 1995년으로부터 26년 이후의 미래 즉, 2021년이 시간적 배경이다.

## 줄거리
초거대 기업이 세계를 장악하고 있는 2021년 디스토피아 미래. 조니는 기밀 정보를 본인의 뇌에 삽입된 기억 장치에 담아 전달하는 기억 배달원이다. 어느 날 조니는 장치를 제거하는 수술에 지불할 돈을 마련하기 위해 허용치 용량 이상의 데이터를 담게 되고 과부하 상태임을 외부에 숨긴다. 며칠 내로 이 정보가 뇌에서 추출되지 않는다면 정보는 손상되고 조니는 뇌 손상으로 사망할 예정이다.
그러나 이번 일을 맡긴 베이징 과학자들이 이미지 형태로 암호화한 정보를 뉴어크로 송신하던 중에 초거대 기업에서 사주한 야쿠자들이 들이닥쳐 과학자들을 죽이고, 조니는 암호 키로 기능하는 이미지의 조각 하나를 소지한 채 달아난다. 조니의 담당자마저 조니를 배신하지만 초거대 기업에 맞서는 단체의 소속이며 향상된 인공 두뇌 성능을 지닌 제인이 나타나 조니를 돕기 시작한다.

## 출연진
- 키아누 리브스
- 돌프 룬드그렌
- 디나 마이어
- 아이스티
- 기타노 다케시
- 데니스 아키야마
- 헨리 롤린스
- 바르바라 주코바
- 우도 키어
- 트레이시 트위드
- 돈 프랭크스

## 기타 제작진
- 협력 제작: 존 데저모
- 미술: 닐로 로디스하메로
- 의상: 올가 디미트로프

## 우리말 녹음
MBC 성우진
- 안지환 - 조니 (키아누 리브스)
- 엄현정 - 제인 (디나 마이어)
- 권혁수 - 다카하시 (기타노 다케시)
- 박지훈 - J본 (아이스티)
- 이종오
- 이미자
- 이종혁
- 엄태국
- 김용준
- 송준석
- 이상범
- 배정민
- 채의진
- 최한